# Plany na przyszłość
Plany na przyszłość – organizowana od 1996 roku coroczna wystawa oraz towarzyszący jej katalog prezentujące aktualne projekty architektoniczne dotyczące Warszawy.

## Historia
Wystawa została zorganizowana po raz pierwszy w 1996 roku przez Centrum Łowicka z okazji czterechsetnej rocznicy ustanowienia stolicy. Prezentowała ona makiety i rysunki architektoniczne różnego rodzaju obiektów, które miały powstać w Warszawie. Wystawom każdorazowo (z wyjątkiem pierwszej edycji) towarzyszyło wydanie katalogu z prezentowanymi pracami („Plany na przyszłość”, ISSN 1643-7861). Dwadzieścia pięć edycji wystawy, do 2020 roku, zostało zorganizowanych przez Centrum Łowicka. Wystawy odbywały się m.in. w Bibliotece UW, w pawilonie SARP przy ul. Foksal, czy Warszawskim Pawilonie Architektury Zodiak. Łącznie zaprezentowano ponad 2300 projektów m.in. budynków mieszkalnych, biurowych, usługowych, sportowych, kultury, szkół, szpitali, osiedli mieszkaniowych, czy planów zagospodarowania przestrzennego. W 2022 roku organizację wydarzenia przejął Oddział Warszawski Stowarzyszenia Architektów Polskich.
Wystawa otrzymała Nagrodę Architektoniczną Prezydenta m.st. Warszawy za 2016 rok w kategorii Wydarzenie Architektoniczne za „konsekwentną realizację przedsięwzięcia, które z projektu dzielnicowego urosło do rangi wydarzenia o charakterze ogólnowarszawskim, ważnym nie tylko dla środowiska architektów”. Była także nominowana w tej samej kategorii w 2015 roku.